# Bronzequoll
Der Bronzequoll (Dasyurus spartacus, Syn.: Satanellus spartacus (Van Dyck, 1987)) ist eine Beuteltierart aus der Gattung der Beutelmarder, die auf Neuguinea endemisch ist. Das Artepitheton spartacus, nach dem römischen Sklaven und Gladiator Spartacus, bezieht sich auf die Wildheit des Raubbeutlers. Über die  scheue Art ist nur wenig bekannt.

## Beschreibung
Der Bronzequoll ist ein mittelgroßer, jedoch gedrungener Beutelmarder. Von den anderen Dasyurus-Arten unterscheidet er sich unter anderem durch die extrem schmale Schnauze, den verkürzten Großzeh (Hallux) und die kleinen Ohren. Der Bronzequoll ist dunkel goldbraun gefärbt, hat dunkel goldbronzene Füße und einen dunkelbraunen Schwanz, der am basalen Drittel kurz behaart ist und zur Spitze hin buschiger wird. Von der Stirn bis zum Hinterteil trägt er kleine, maximal 6,5 mm durchmessende, zufällig verteilte, weiße Flecken. Unterseits, am Schwanz sowie an den Vorder- und Hinterfüßen fehlen die Flecken. Er erreicht ausgewachsen eine Kopf-Rumpf-Länge von 305 bis 380 mm, sein Schwanz erreicht mit etwa 80 % der Kopf-Rumpf-Länge eine Länge von 250 mm und mehr.
Die äußerlichen Unterschiede des Bronzequolls zu den anderen Dasyurus-Arten bestehen unter anderem in der Körpergröße und der Länge des Großzehs. Während dem Tüpfelbeutelmarder (Dasyurus viverrinus) der Hallux fehlt, ist er bei Dasyurus spartacus verkümmert und 58 % kleiner als bei dem Schwarzschwanz-Beutelmarder (Dasyurus geoffroii).

## Verbreitung

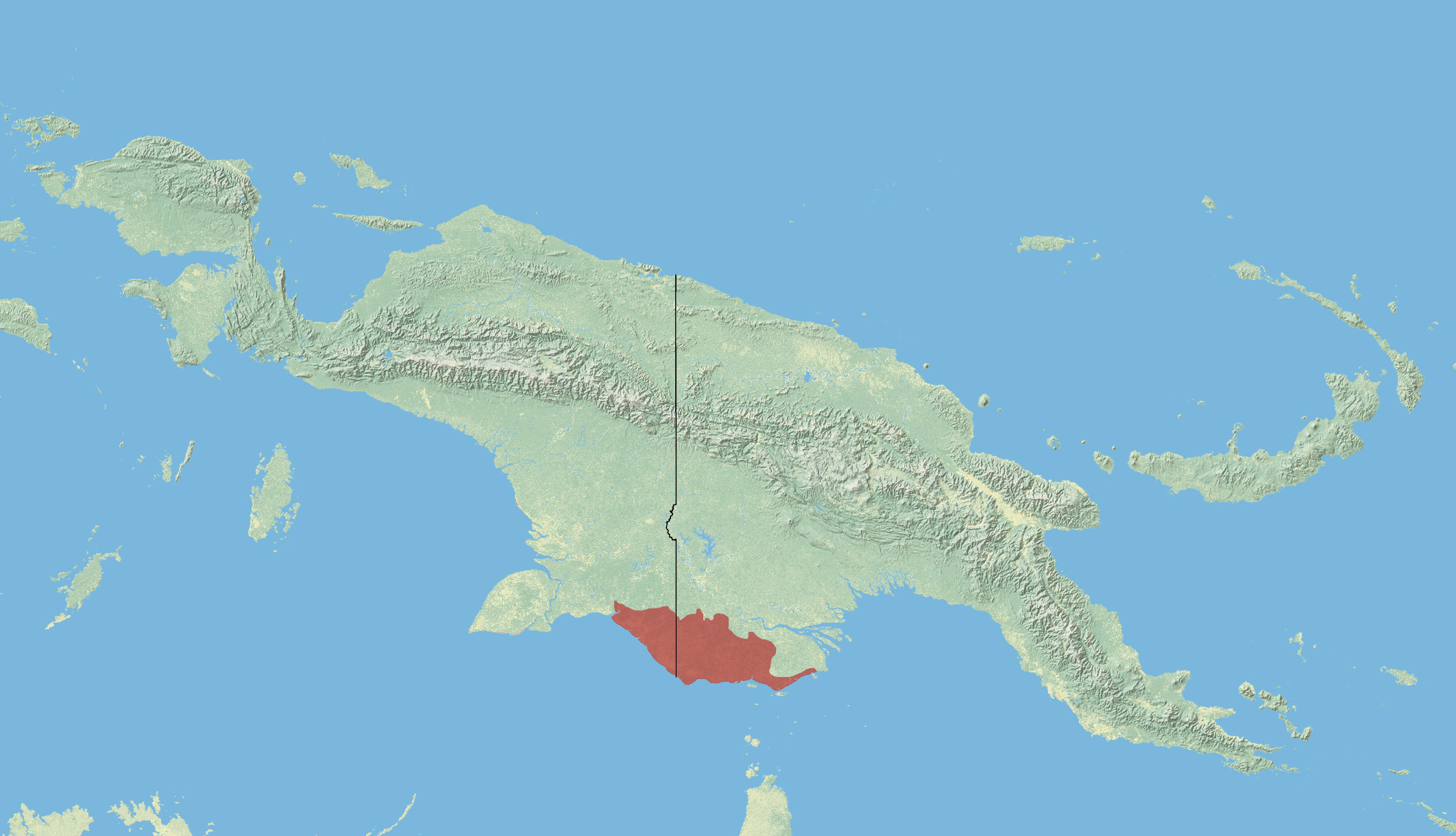
Verbreitungsgebiet des Bronzequolls (Dasyurus spartacus)

Das Verbreitungsgebiet des Bronzequolls ist die Trans-Fly-Ökoregion im Süden von Neuguinea. Das Gebiet beinhaltet den Nationalpark Wasur Rawa Biru in der indonesischen Provinz Papua und das Schutzgebiet Tonda Wildlife Management Area (Papua-Neuguinea). Sichtungen aus den Gebieten nördlich des Flusses Fly liegen nicht vor, obwohl dort stellenweise geeigneter Lebensraum vorhanden ist. Die Typlokalität ist Morehead, weitere Sammlungsexemplare stammen aus Mari und Mibini.

## Lebensweise und Lebensraum
Die Art ist ein nachtaktiver Räuber baumbestandener Savannen. Sie kommt vermutlich bis in Höhen von 200 m vor, es sind allerdings nur Sichtungen bis 60 m Höhe bekannt. Während der Regenzeit wird ein Großteil der tiefer liegenden Gebiete überschwemmt und das Habitat des Bronzequolls und seiner Beutetiere auf kleinere „Inseln“ reduziert. Es wurden Exemplare beim Plündern von Hühnerställen gefangen und es gibt einen Bericht von Einheimischen, die ein weibliches Tier mit Jungen in einer neu ausgegraben, leeren Plumpsklogrube gefunden haben. Ansonsten ist nur wenig über die Art bekannt.

## Gefährdung
Nach lokalen Berichten soll die Art in Teilen der Trans-Fly-Ökoregion häufig sein, bekannt ist sie nur durch 12 Museumsexemplare. Vier Exemplare wurden 1991 von P. A. Woolley gesammelt. Sieben Wochen Nachstellen mit 100 bis 150 Fallen je Nacht in der Trans-Fly Region 2006 erbrachten nur 12 Tiere. Acht davon wurden in Fallen und vier durch lokale Jäger gefangen.
Aufgrund der eingeschränkten Verbreitung über etwa 26.600 km² und obwohl wenig über den Bronzequoll bekannt ist, scheint sicher, dass es weniger als 10.000 geschlechtsreife Exemplare gibt. Durch Rückschlüsse auf Dasyurus-Arten in Australien scheint ein Rückgang der Bestandsgröße plausibel. Allerdings gibt es nicht genügend Informationen um die Art als gefährdet einzustufen, sie wird deshalb auf von IUCN auf der Vorwarnliste (Near Threatened, NT) geführt.

## Taxonomie
Bis 1979 galt der Fleckenbeutelmarder (Dasyurus albopunctatus) als einziger Beutelmarder Papua-Neuguineas. In diesem Jahr wurden die Ergebnisse einer Bestandsaufnahme von Säugetieren von 1972 bis 1973 in der Trans-Fly veröffentlicht, bei der fünf Beutelmarder, damals noch dem Schwarzschwanz-Beutelmarder (Dasyurus geoffroii) zugeordnet, gesammelt wurden. Zum ersten Mal untersucht und als eigene Art anerkannt, wurde sie allerdings erst im Jahre 1988 durch den Zoologen Stephen Van Dyck, der im Queensland Museum arbeitete. Ihm standen zur Beschreibung dieser Art fünf Exemplare zur Verfügung: Zwei adulte Männchen, ein adultes Weibchen sowie ein männliches und ein weibliches Jungtier. Genetisch scheinen Dasyurus spartacus und Dasyurus albopunctatus am nächsten mit Dasyurus geoffroii verwandt zu sein. Die Verwandtschaft erschließt sich nicht intuitiv, Plattentektonik sowie steigende und fallende Meeresspiegel könnten aber helfen, diese Beziehung zu erklären.